# Непер (Небраска)
Непер (англ. Naper) — селище (англ. village) в США, в окрузі Бойд штату Небраска. Населення — 89 осіб (2020).

## Географія
Непер розташований за координатами 42°57′51″ пн. ш. 99°5′49″ зх. д. / 42.96417° пн. ш. 99.09694° зх. д. (42.964168, -99.097000).  За даними Бюро перепису населення США в 2010 році селище мало площу 0,35 км², уся площа — суходіл.

## Демографія
Згідно з переписом 2010 року, у селищі мешкали 84 особи в 42 домогосподарствах у складі 26 родин. Густота населення становила 240 осіб/км².  Було 66 помешкань (188/км²).
Расовий склад населення:
| - 94,0 % — білих - 1,2 % — корінних американців - 1,2 % — азіатів - 3,6 % — осіб інших рас |

До двох чи більше рас належало 0,0 %. Частка іспаномовних становила 3,6 % від усіх жителів.
За віковим діапазоном населення розподілялося таким чином: 10,7 % — особи молодші 18 років, 54,8 % — особи у віці 18—64 років, 34,5 % — особи у віці 65 років та старші. Медіана віку мешканця становила 52,0 року. На 100 осіб жіночої статі у селищі припадало 100,0 чоловіків;  на 100 жінок у віці від 18 років та старших — 102,7 чоловіків також старших 18 років.
За межею бідності перебувало 4,4 % осіб, у тому числі 0,0 % дітей у віці до 18 років та 0,0 % осіб у віці 65 років та старших.
Цивільне працевлаштоване населення становило 33 особи. Основні галузі зайнятості: транспорт — 27,3 %, виробництво — 24,2 %, мистецтво, розваги та відпочинок — 15,2 %, публічна адміністрація — 9,1 %.